# قهرمانی جودو آسیا-اقیانوسیه ۲۰۱۹
جودو قهرمانی آسیا ۲۰۱۹ بیست و هشتمین دوره از رقابت‌های قهرمانی آسیا می‌باشد که از ۲۰ تا ۲۳ آوریل ۲۰۱۹ در فجیره، امارات متحدهٔ عربی برگزار گردید.

## خلاصه مدال‌ها

### مردان
| رویداد                | طلا                                     | نقره                                | برنز                                  |
| خیلی سبک‌وزن ۶۰− ک‌گ    | Genki Koga · ژاپن                       | یانگ یونگ-وی · تایوان               | Enkhtaivany Ariunbold · مغولستان      |
| خیلی سبک‌وزن ۶۰− ک‌گ    | Genki Koga · ژاپن                       | یانگ یونگ-وی · تایوان               | گوسمان گیرگیزبایف · قزاقستان          |
| نیمه سبک‌وزن ۶۶− ک‌گ    | Yerlan Serikzhanov · قزاقستان           | Yeldos Zhumakanov · قزاقستان        | Yondonperenleigiin Baskhüü · مغولستان |
| نیمه سبک‌وزن ۶۶− ک‌گ    | Yerlan Serikzhanov · قزاقستان           | Yeldos Zhumakanov · قزاقستان        | Artur Te · قرقیزستان                  |
| سبک‌وزن ۷۳− ک‌گ         | تسند-اوچیرین تسوگتباتار · مغولستان      | آن چانگ-ریم · کرهٔ جنوبی             | Victor Scvortov · امارات متحدهٔ عربی   |
| سبک‌وزن ۷۳− ک‌گ         | تسند-اوچیرین تسوگتباتار · مغولستان      | آن چانگ-ریم · کرهٔ جنوبی             | Khikmatillokh Turaev · ازبکستان       |
| نیمه میان‌وزن ۸۱− ک‌گ   | Otgonbaataryn Uuganbaatar · مغولستان    | Sharofiddin Boltaboev · ازبکستان    | Lee Sung-ho · کرهٔ جنوبی               |
| نیمه میان‌وزن ۸۱− ک‌گ   | Otgonbaataryn Uuganbaatar · مغولستان    | Sharofiddin Boltaboev · ازبکستان    | Hikaru Tomokiyo · ژاپن                |
| میان‌وزن ۹۰− ک‌گ        | Kosuke Mashiyama · ژاپن                 | Komronshokh Ustopiriyon · تاجیکستان | Islam Bozbayev · قزاقستان             |
| میان‌وزن ۹۰− ک‌گ        | Kosuke Mashiyama · ژاپن                 | Komronshokh Ustopiriyon · تاجیکستان | Bu Hebilige · چین                     |
| نیمه سنگین‌وزن ۱۰۰− ک‌گ | Lkhagvasürengiin Otgonbaatar · مغولستان | Won Jong-hoon · کرهٔ جنوبی           | Mukhammadkarim Khurramov · ازبکستان   |
| نیمه سنگین‌وزن ۱۰۰− ک‌گ | Lkhagvasürengiin Otgonbaatar · مغولستان | Won Jong-hoon · کرهٔ جنوبی           | Kayhan Ozcicek-Takagi · استرالیا      |
| سنگین‌وزن ۱۰۰+ ک‌گ      | Kim Sung-min · کرهٔ جنوبی                | تیمور رحیموف · تاجیکستان            | کیم مین جونگ (جودوکار) · کرهٔ جنوبی    |
| سنگین‌وزن ۱۰۰+ ک‌گ      | Kim Sung-min · کرهٔ جنوبی                | تیمور رحیموف · تاجیکستان            | Iurii Krakovetskii · قرقیزستان        |

### زنان
| رویداد               | طلا                        | نقره                                   | برنز                                   |
| خیلی سبک‌وزن ۴۸− ک‌گ   | لی یانان · چین             | گالبادراخین اوتگونتستسگ · قزاقستان     | Aya Sakagami · ژاپن                    |
| خیلی سبک‌وزن ۴۸− ک‌گ   | لی یانان · چین             | گالبادراخین اوتگونتستسگ · قزاقستان     | لی هه کیونگ · کرهٔ جنوبی                |
| نیمه سبک‌وزن ۵۲− ک‌گ   | دیورا کلدیورووا · ازبکستان | Lkhagvasürengiin Sosorbaram · مغولستان | Rina Tatsukawa · ژاپن                  |
| نیمه سبک‌وزن ۵۲− ک‌گ   | دیورا کلدیورووا · ازبکستان | Lkhagvasürengiin Sosorbaram · مغولستان | Rim Song-sim · کرهٔ شمالی               |
| سبک‌وزن ۵۷− ک‌گ        | Kim Jin-a · کرهٔ شمالی      | Kana Tomizawa · ژاپن                   | Sevara Nishanbayeva · قزاقستان         |
| سبک‌وزن ۵۷− ک‌گ        | Kim Jin-a · کرهٔ شمالی      | Kana Tomizawa · ژاپن                   | Lkhagvatogoogiin Enkhriilen · مغولستان |
| نیمه میان‌وزن −۶۳ ک‌گ  | یانگ جونشیا · چین          | Boldyn Gankhaich · مغولستان            | Tang Jing · چین                        |
| نیمه میان‌وزن −۶۳ ک‌گ  | یانگ جونشیا · چین          | Boldyn Gankhaich · مغولستان            | Katharina Haecker · استرالیا           |
| میان‌وزن ۷۰− ک‌گ       | Shiho Tanaka · ژاپن        | Gulnoza Matniyazova · ازبکستان         | You Je-young · کرهٔ جنوبی               |
| میان‌وزن ۷۰− ک‌گ       | Shiho Tanaka · ژاپن        | Gulnoza Matniyazova · ازبکستان         | Aoife Coughlan · استرالیا              |
| نیمه سنگین‌وزن ۷۸− ک‌گ | Mao Izumi · ژاپن           | ما ژنژائو · چین                        | یون هیون جی · کرهٔ جنوبی                |
| نیمه سنگین‌وزن ۷۸− ک‌گ | Mao Izumi · ژاپن           | ما ژنژائو · چین                        | Lee Jeong-yun · کرهٔ جنوبی              |
| سنگین‌وزن ۷۸+ ک‌گ      | Kim Min-jeong · کرهٔ جنوبی  | Han Mi-jin · کرهٔ جنوبی                 | Wang Yan · چین                         |
| سنگین‌وزن ۷۸+ ک‌گ      | Kim Min-jeong · کرهٔ جنوبی  | Han Mi-jin · کرهٔ جنوبی                 | Akari Inoue · ژاپن                     |

### مزدوج
| رویداد | طلا  | نقره      | برنز     |
| تیمی   | ژاپن | کره جنوبی | چین      |
| تیمی   | ژاپن | کره جنوبی | مغولستان |

## جدول مدال‌ها
| رتبه            | کشور              | طلا | نقره | برنز | مجموع |
| --------------- | ----------------- | --- | ---- | ---- | ----- |
| ۱               | ژاپن              | ۵   | ۱    | ۴    | ۱۰    |
| ۲               | مغولستان          | ۳   | ۲    | ۴    | ۹     |
| ۳               | کرهٔ جنوبی         | ۲   | ۴    | ۶    | ۱۲    |
| ۴               | چین               | ۲   | ۱    | ۴    | ۷     |
| ۵               | قزاقستان          | ۱   | ۲    | ۳    | ۶     |
| ۶               | ازبکستان          | ۱   | ۲    | ۲    | ۵     |
| ۷               | کرهٔ شمالی         | ۱   | ۰    | ۱    | ۲     |
| ۸               | تاجیکستان         | ۰   | ۲    | ۰    | ۲     |
| ۹               | تایوان            | ۰   | ۱    | ۰    | ۱     |
| ۱۰              | استرالیا          | ۰   | ۰    | ۳    | ۳     |
| ۱۱              | قرقیزستان         | ۰   | ۰    | ۲    | ۲     |
| ۱۲              | امارات متحدهٔ عربی | ۰   | ۰    | ۱    | ۱     |
| مجموع (۱۲ کشور) | مجموع (۱۲ کشور)   | ۱۵  | ۱۵   | ۳۰   | ۶۰    |